# Peter Norman (statsråd)
Peter Erik Norman, född 3 april 1958 i Solna, är en svensk ekonom och tidigare politiker (moderat). Han var Sveriges finansmarknadsminister i regeringen Reinfeldt från 2010 till 2014.
Norman har varit verksam inom finansbranschen sedan 1992. De senaste tio åren, innan förordnandet som statsråd, har han arbetat som VD för Sjunde AP-fonden. Innan han kom till AP-fonden år 2000 var Norman VD för Alfred Berg Asset Management 1996–1999 och direktör (vice chef) vid Riksbanken 1994–1996. Norman har en filosofie kandidatexamen.
Peter Norman har tidigare varit ordförande i styrelsen för Carnegie Investment Bank samt finansföretaget Max Matthiessen. Han har tidigare varit ledamot i styrelsen för Stockholms universitet och investmentbolaget Svolder, och har tidigare varit vice ordförande i Kärnavfallsfonden. Han är sedan 2018 ordförande i styrelsen för Transportstyrelsen och sedan 2020 ordförande i styrelsen för Kungliga Musikhögskolan.
"Normanbelopp" är ett begrepp lanserat av fondanalysföretaget Morningstar som är uppkallat efter Norman och ger en prognos om hur stor fondavgiften för en fond blir över en tioårsperiod.
I samband med förlusten i riksdagsvalet 2014 meddelade Norman att han lämnar politiken.
Norman är sedan 2016 styrelseordförande i det svenska gräsrotsfinansieringsföretaget Pepins.